# Pueblo hondureño
El pueblo hondureño (también conocido como Catracho) es el pueblo perteneciente a la República de Honduras, un país multiétnico de América Central.
Se caracteriza por ser principalmente mestizo ya que en su mayoría desciende del pueblo español, principalmente de andaluces, gallegos, valencianos, catalanes, canarios, extremeños y en minoría con otros pueblos de la actual España y de varias tribus y etnias de pueblos indígenas que pertenecieron a Mesoamérica como los mayas y lencas, así también como de pueblos afro caribeños. En algunas zonas del país, el mestizo sería con otros pueblos europeos como los ingleses, italianos, franceses y otras etnias como los judíos y árabes.
Con la fundación de la nación moderna de Honduras, que acaeció en 1821 y que no incluyó todo el territorio de habla alemana española, el término hondureños pasó también a designar a los residentes de esta nación. Dentro de la "Honduras moderna", los alemanes así como todo inmigrante o descendiente de inmigrantes no hispanos en este sentido han quedado definidos por su ciudadanía hondureña.

## Etimología
Los hispanoamericanos se refieren a una persona de Honduras como Catracho. El término fue acuñado por los nicaragüenses a mediados del siglo XIX cuando el general hondureño Florencio Xatruch regresó de la batalla con sus soldados de Honduras y El Salvador después de derrotar a los filibusteros estadounidenses comandados por William Walker, cuyo propósito era restablecer la esclavitud y apoderarse de todo Centroamérica.
Cuando el general y sus soldados regresaron, algunos nicaragüenses gritaron "¡Aquí vienen los xatruches!", que significa "¡Aquí vienen los muchachos de Xatruch!". Sin embargo, los nicaragüenses tuvieron tantos problemas para pronunciar el apellido catalán del general que cambiaron la frase a los catruches y finalmente se decidieron por los catrachos. Los salvadoreños lucharon codo a codo con sus hermanos centroamericanos hondureños, contra las tropas de William Walker.

## Historia

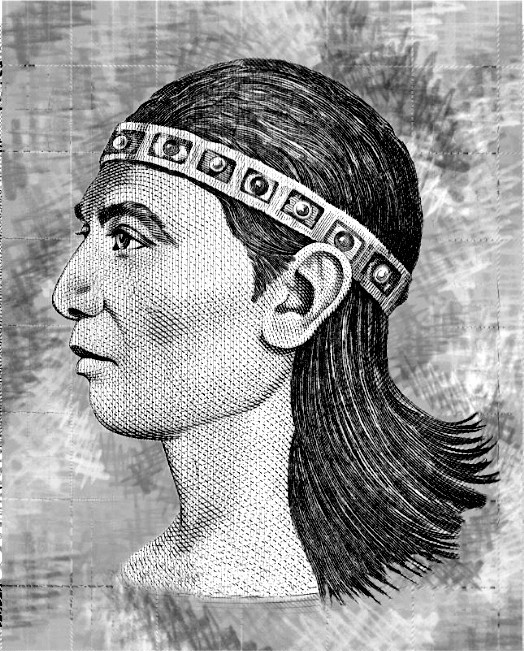
Lempira, indígena de la etnia Lenca, uno de los grupos indígenas de los que descienden los Hondureños.

Antes de la conquista, «Honduras estaba habitada por una población aborigen descendiente de diferentes troncos étnicos»1 entre estos se encuentran: los Lencas, Payas, Chorotegas, Xicaques, Chortis, solo por mencionar algunos. Todos estos grupos carecían de «unidad cultural», y «tenían un origen cultural probablemente mesoamericano y sudamericano»1 2
De acuerdo con algunos historiadores: «Estas culturas alcanzaron grandes progresos en los diversos campos del conocimiento humano, impulsados por el desarrollo de una variada agricultura [...] De esta manera garantizaban una alimentación adecuada a su numerosa población. Además aplicaron técnicas de gran perfección en los tejidos y la cerámica. Desarrollaron un intenso y variado comercio.»3
En la sección noroccidental de Honduras, predominaban los pueblos de los chortís, grupo mayance localizado en Copán y Ocotepeque, y los lencas que se extendían por los departamentos de Santa Bárbara, Lempira, Intibucá, La Paz, Comayagua, Francisco Morazán y Valle y parte de lo que hoy comprende el territorio de El Salvador.
El resto del territorio hondureño estaba habitado por pueblos provenientes del sur del continente, con una cultura nómada y seminómada, regidos por relaciones de producción comunal primitivas. Entre estos pueblos se encontraban tolupanes (denominados también "xicaques"), pechs (denominados también "payas"), tawahkas y misquitos que, en su conjunto, formaban la mayoría de la población del país.4 De acuerdo al sociólogo hondureño, Guillermo Molina Chocano, los primeros recuentos de la población hondureña son el producto de estimaciones hechas por «historiadores, cronistas y viajeros». La mayoría de estos coinciden, que a la llegada de los españoles, la población aborigen tanto en Honduras como el resto de América era muy numerosa. Por ejemplo, el viajero milanés, Girolaneo Benzoni (Historia del Nuevo Mundo, 1572) asegura que "Cuando los españoles fueron a conquistar la región de Honduras... se encontraron con más de cuatrocientos mil indios..."1 Otros (El Costo de la Conquista, 1992) aseguran que «la población aborigen de Honduras era de aproximadamente 800 000 indígenas[...]»5
| Comayagua                   | 100 | 2,600  | 56  |
| Gracias a Dios              | 50  | 3,000  | 61  |
| San Pedro Sula              | 50  | 700    | 30  |
| Trujillo                    | 10  | 9,000  | 30  |
| San Jorge de Olancho        | 40  | 10,000 | --  |
| San Juan de Puerto Caballos | --  | --     | --  |
| TOTAL                       | 250 | 25,300 | 177 |

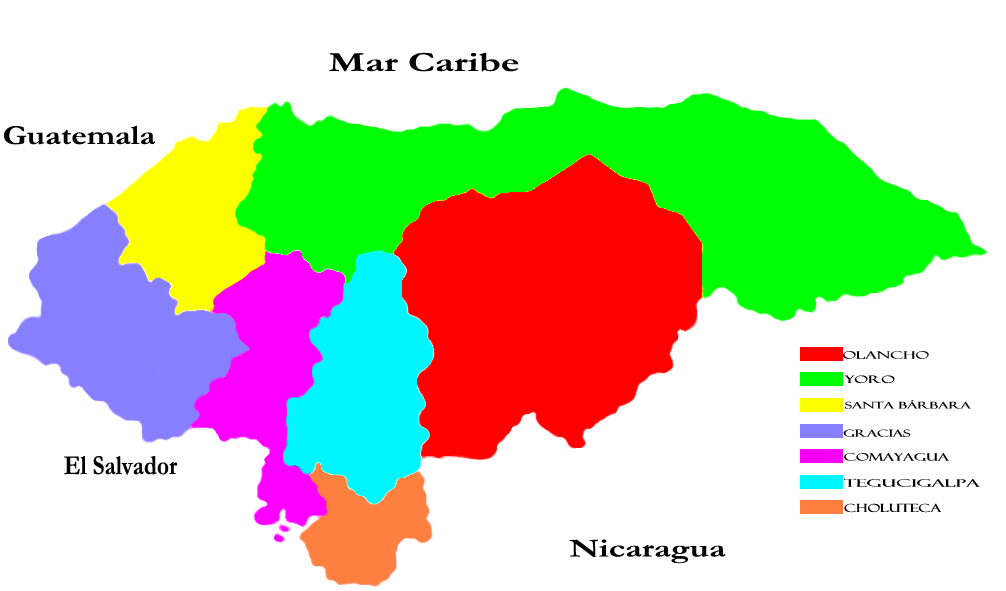
Primera división administrativa de Honduras.

Para algunos historiadores "El punto de partida para estudiar la población es el censo general para la provincia de Honduras elaborado por el intendente don Ramón de Anguiano". " el cual "daba en 1801 una población de 130 000 en 249 centros habitados."." Si se compara la evolución de la población hondureña, desde finales del siglo XVI, "con las cifras de 1778, 1791 y 1801 no se observan modificaciones sustanciales en el comportamiento de la población... "De tal forma" dice Molina Chocano, "que no es posible precisar la evolución de la población en el periodo Colonial en su conjunto." Sin embargo, se pueden "detectar algunos fenómenos en los años de transición hacia la etapa republicana y a lo largo del siglo XIX."
En 1816, cinco años antes de la independencia, "el Intendente Don Juan Antonio Tomos emitió un informe de su visita en 1815, en el cual señalaba cien mil habitantes en 39 curatos y 8 aldeas de negros caribeños cerca de Trujillo (calculados en cerca de 10 000) para un total de 110 000 habitantes." Después de la independencia "la población de 1826 (200 000 personas) se basa en el cálculo hecho por el señor don Dionisio de Herrera, jefe que fue del estado de Honduras; lo mismo que la de 1850 (350 000 personas) que descansa en el cálculo hecho por Mr. E. Geo. Squier" Si se toma en consideración el censo de 1826 y se compara "con el cálculo del Arzobispo de Guatemala, Don Francisco de Paula García Peláez, en 1838, (173 365 habitantes) (21 165 españoles, 106 668 ladinos y 45 532 indios), se puede observar [...] un claro descenso del ritmo de crecimiento de la población en los años" después de la independencia y "durante la existencia de la Federación Centroamericana."

## Grupos étnicos

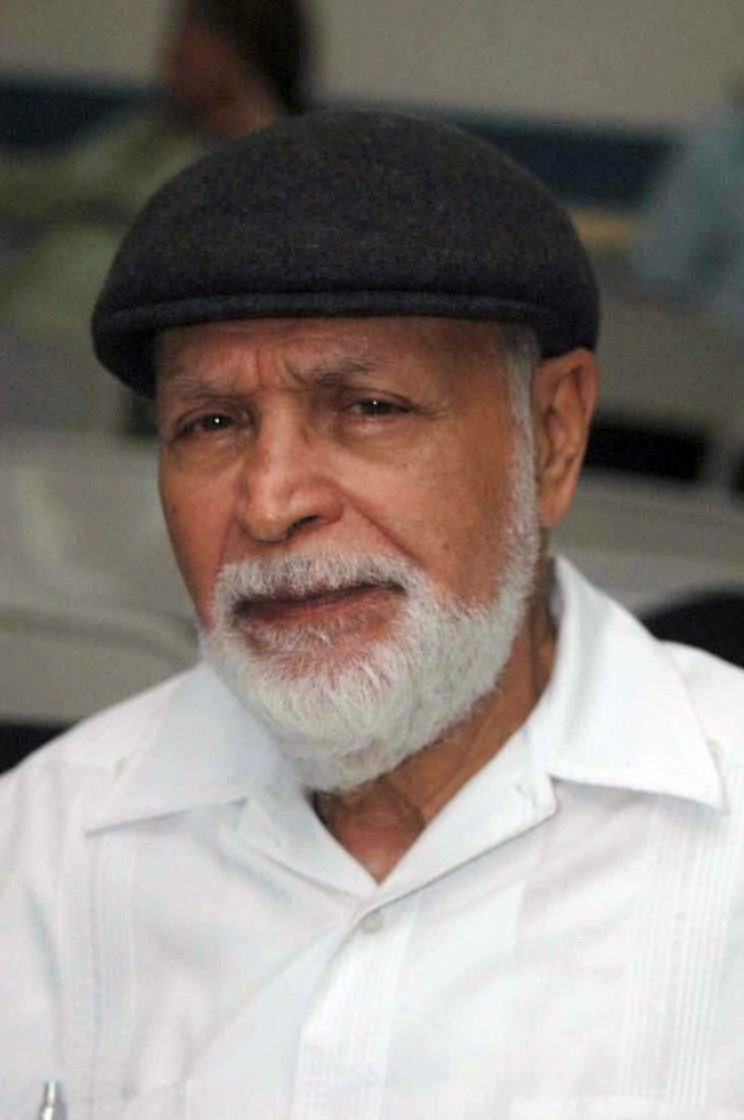
El poeta Roberto Sosa.

### Hondureños mestizos
Son el principal grupo étnico. Su origen se remonta durante la conquista de Honduras a inicios del siglo XVII. Los mestizos de Honduras son en su mayoría de ascendencia Española y de Indígena Lenca, Maya, Tolupan, entre otras etnias. No obstante el mestizaje en honduras tomó un nuevo rumbo en el siglo XIX ya que tras la reforma liberal empieza llegada de nuevos grupos étnicos a territorio Hondureño, como podrían ser los inmigrantes Europeos (Alemanes, Italianos, Catalanes, Franceses), Árabes (Palestinos, Libaneses, sirios), y Chinos. A inicios del siglo XX apareció la propuesta de un proyecto que consistía en crear un nuevo mestizaje, que intentaba provocar la mezcla racial de campesinos e indígenas hondureños con Inmigrantes blancos, principalmente escandinavos, alemanes, franceses e ingleses. Este sería el medio para construir una nueva "raza" de hondureños que se esperase que fuesen más emprendedores, laboriosos, físicamente mejor parecidos, entre otras cosas. Si bien incremento la población inmigrante euro descendiente en Honduras, el proyecto nunca se llegó a la meta esperada. A pesar de ello, ola población migrante en Honduras llegó mezclarse hasta cierto punto con la población local, dando a nacer a mestizos con cierta cantidad de ascendencia de otras etnias.

### Hondureños indígenas

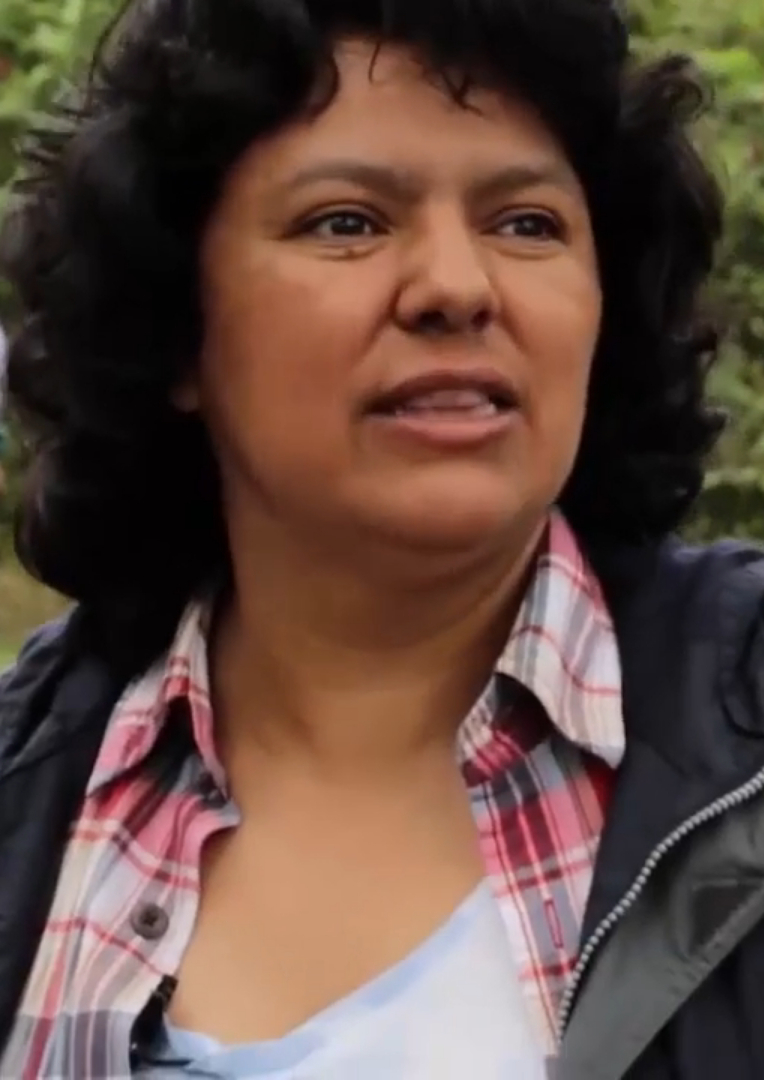
La activista Berta Cáceres, de ascendencia Lenca.

Es la primera minoría con mayor cantidad de personas en el país. Hay yacimientos arqueológicos que datan de hasta 12 000 años donde se muestran la presencia humana en Honduras. La ciudad precolombina más antigua de Honduras se encuentra en el departamento de Cortes y es conocida como los Naranjos, y data del preclásico.
Para la llegada de los españoles había cuatro principales grupos indígenas, Los Lencas, los Maya, los Pech, y los Tolupanes. Una vez acabada la conquista de Honduras estos nativos terminaron mezclándose con la población española, no obstante muchos fueron víctimas de enfermedades que hicieron que bajase la demografía. Ala fecha de hoy los Indígenas representan más de un 7 % de la población de Honduras.

### Hondureños Blancos

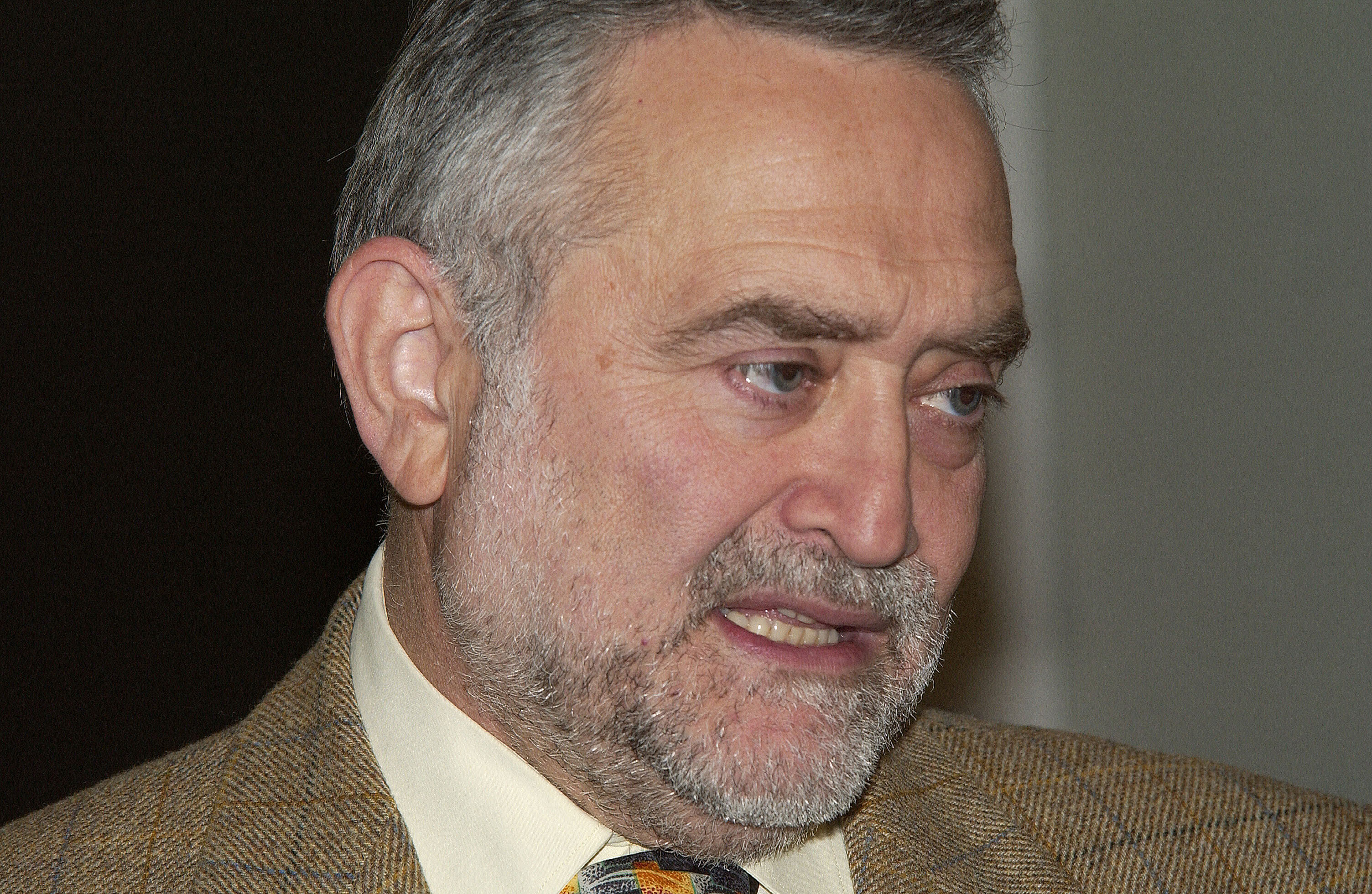
Dr. Salvador Moncada.

En su mayoría descienden de los inmigrantes europeos del siglo XIX y XX. No obstante, el término blanco en Honduras puede ser una definición algo ambigua, similar a lo que ocurre en otros países latinoamericanos, pues Honduras también categoriza como blancos a los árabes, los cuales son una de las minorías más representativas del país. En este censo también van incluidos los nietos de inmigrantes Judíos Azhkenazim.
Los otros euro descendientes en Honduras se encuentran en las islas de la bahía, las cuales formaron parte del Imperio británico, lo cual hizo que hubiese una migración de Ingleses y escoceses. en el territorio. En cambio la mayoría de blancos que descienden de colonos españoles del siglo XVI se encuentra mayormente en el occidente de Honduras, principalmente en Santa Bárbara.
Esta población no es muy numerosa en comparación con otros países latinoamericanos ya que apenas puede llegar a representar un 7 % de la población hondureña.

### Hondureños árabes

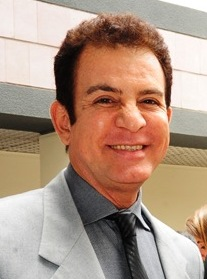
Ingeniero, Salvador Nasralla, hijo de inmigrantes árabes.

Durante la reforma liberal de Honduras una de sus características era la entrada de inmigrantes europeos, chinos, y árabes para impulsar la economía. Durante el inicio del siglo XX el imperio Otomano estaba en plena decadencia, ya para en ese entonces algunos árabes se iban de sus hogares con rumbo América en búsqueda de una mejor vida. La migración incrementó para cuando inició la Primera Guerra Mundial. Después del inicio del conflicto millones de árabes absolutamente cansados de la pésima situación política, económica y social en el imperio, deciden abandonar sus hogares y tomar barcos y deciden ir con rumbo a América, los países de Centroamérica fueron el destino para muchos. El país que más personas recibió de nacionalidad palestina, libanesa, egipcia, y siria, fue Honduras y el segundo El Salvador.
El apodo "turco" se refiere a todas las personas de origen semítico en el país, incluyendo a los judíos y otras minorías de oriente medio, esto debido a que la mayoría de estas personas viajaban con pasaporte turco, pues recordemos que el país principal del imperio era Turquía y las otras nacionalidades como las conocemos hoy no existían hasta después de la Primera Guerra Mundial. Muchos de los árabes que se quedaron en Honduras fundaron varias empresas que hoy tienen peso en la economía del país. La mayoría de estos árabes eran cristianos aunque existía un considerable número de musulmanes que también venía en esos barcos. La primera ciudad en recibir a estos emigrantes era Tela luego Puerto Cortés y San Pedro Sula.
Más de 73 000 árabes viven en la capital Hondureña. Actualmente Honduras es el segundo país latinoamericano con más población de ascendencia palestina después de Chile con unos 300 000 y Honduras teniendo unos 280 000 descendientes palestinos y unos 20 000 libaneses. Principales apellidos de origen árabe del país son, Kaffi, Hasbun, Handal, Kaffati, Canahuati, Nasrallah, Nasser, etc.

### Hondureños judíos

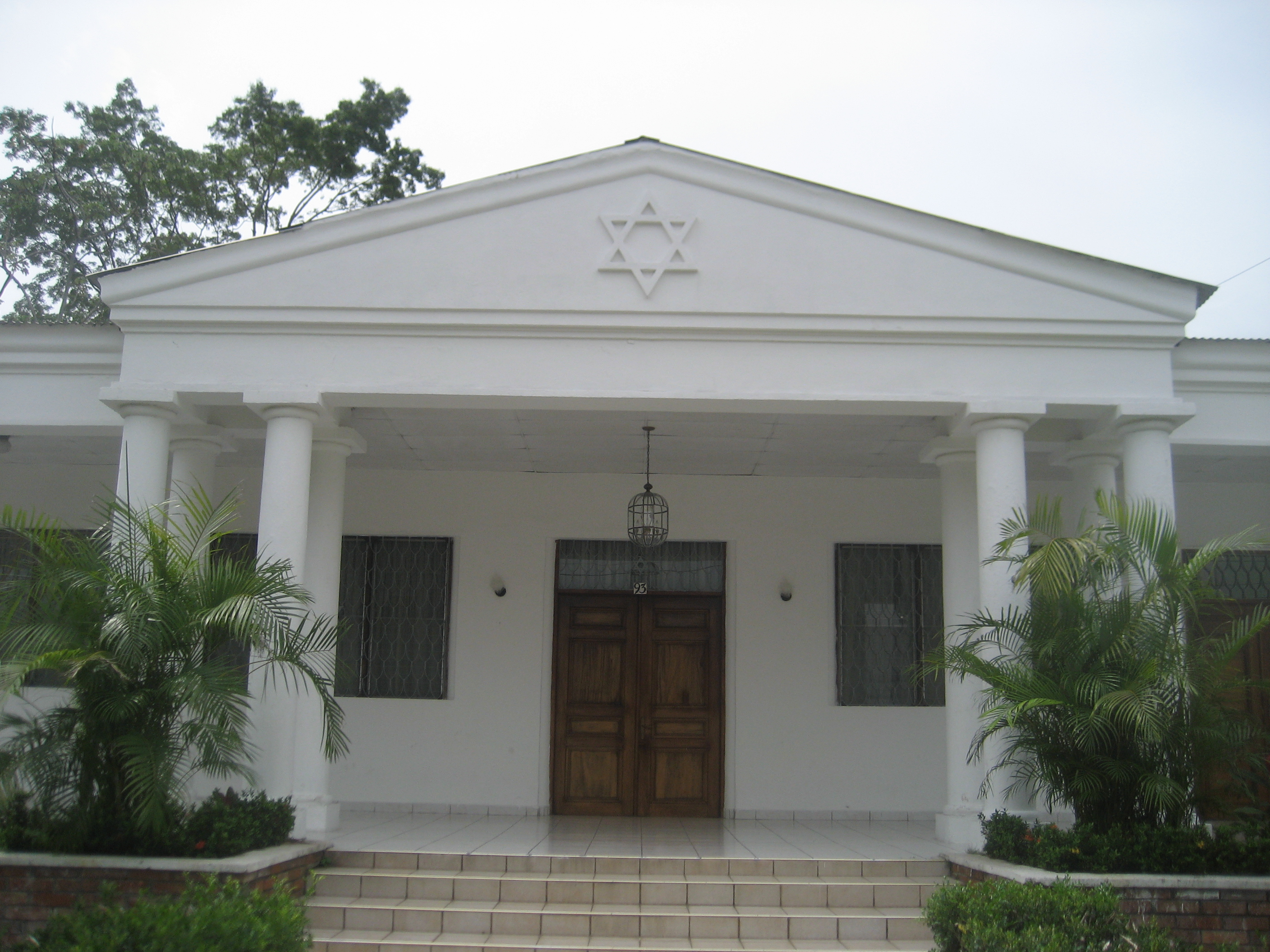
Sinagoga de Maguen David en San Pedro Sula.

En el caso de Honduras el origen de los judíos modernos que viven en el país inicia en el año 1920, entre este año y 1940 la mayoría de judíos que llegaban al país eran asquenazíes de procedencia alemana, polaca, y rumana, en su mayoría venían huyendo del creciente antisemitismo en Europa y de la Segunda Guerra Mundial, propiamente en 1939 se registró un total de 455 alemanes y 95 eran judíos.
Al año siguiente, se emitió en la administración del Doctor Vicente Mejía Colindres (1930) un decreto en el cual se creaba la Oficina de Inmigración, adscrita al Ministerio de Gobernación, además una ley que autorizaba a que los extranjeros de etnias árabe, china, turca, siria, armenia, palestina, negra e individuos denominados colíes, deberán traer cinco mil pesos de plata y que harían un depósito a las arcas del estado de quinientos pesos de plata, por persona, antes de transcurridos dos meses en el país. Luego, más estudiado el aporte de la inmigración a la fuerza motora del país se emitió una Ley de Inmigración en 1930, se naturalizó a 25 ciudadanos judíos entre 1946 y 1956, 19 de ellos eran polacos, lo que equivalía a un 76 % de las naturalizaciones realizadas.

### Garífunas o negros caribes

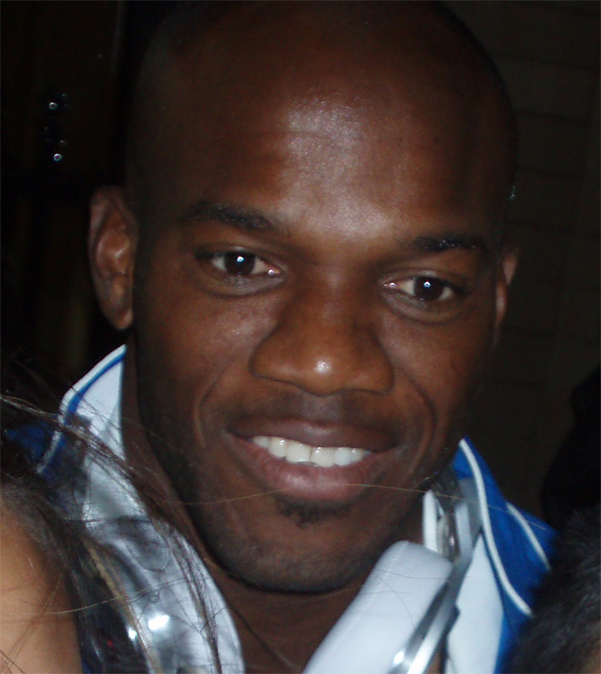
Futbolista de ascendencia Garífuna, David Suazo

Son el étnico caribeño descendiente de africanos, aborígenes caribes, y arahuacos originario de varias regiones del Caribe. También se les conoce como garinagu, indios negros, caribes negros o Black Caribs. Cuando los británicos invadieron isla San Vicente, se opusieron a los asentamientos franceses y sus alianzas con los caribes. Al rendirse estos a los británicos en 1796, los "caribes negros" fueron considerados como enemigos y deportados, inicialmente hacia Jamaica y luego a Roatán, isla que pertenece hoy a Honduras. Hoy la mayoría de los garífunas se han asentado en el golfo de Honduras y, en particular, al sur de Belice, en la costa de Guatemala (alrededor de Livingston), en la isla de Roatán, en las ciudades costeras de Honduras.

## Religión

### Cristianismo

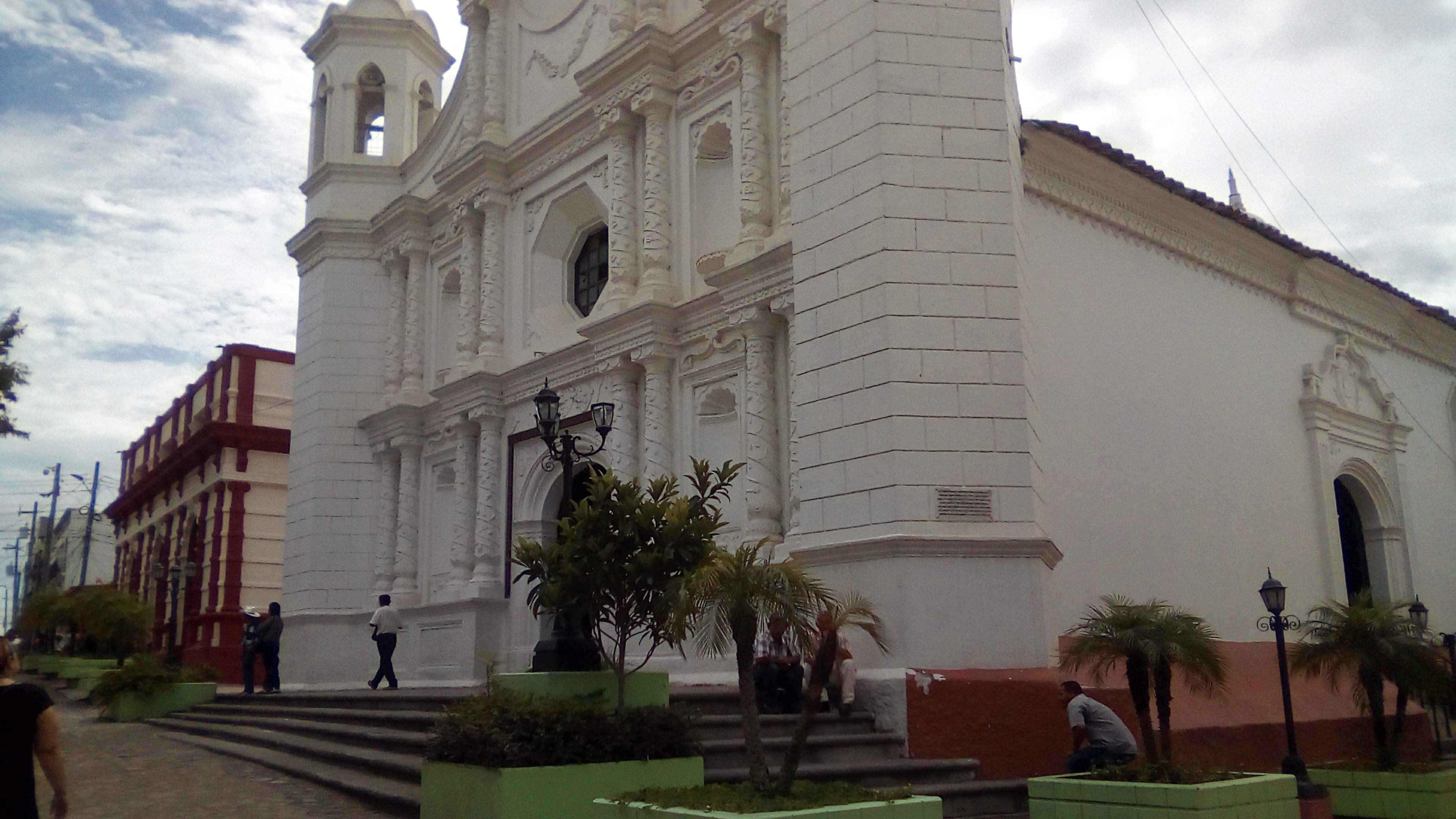
Catedral de Santa Rosa de Copán.

En la actualidad, los hondureños son principalmente católicos con un 46 % y protestantes un 41 % dividiéndose equitativamente entre protestantes y católicos. Históricamente al inicio del siglo XX por la influencia estadounidense que llegó durante este periodo, los protestantes superaban a los católicos, representando dos terceras partes del país, principalmente en la zona norte.
Con la pérdida de las regiones protestantes luego de la Segunda Guerra Mundial, sumado además al aumento del agnosticismo y ateísmo en la región este del país, la población protestante disminuyó. Hoy en día existen regiones rurales y urbanas en donde el protestantismo ha dejado de predominar siendo reemplazada por el catolicismo, quien antes del siglo XX siempre fue la religión predominante en el país. Algunas instituciones gubernamentales como las Fuerzas Armadas de Honduras tienen como patrona a la virgen María con lazos muy íntimos en el catolicismo donde también existe los catecúmenos.

### Religiones autóctonas

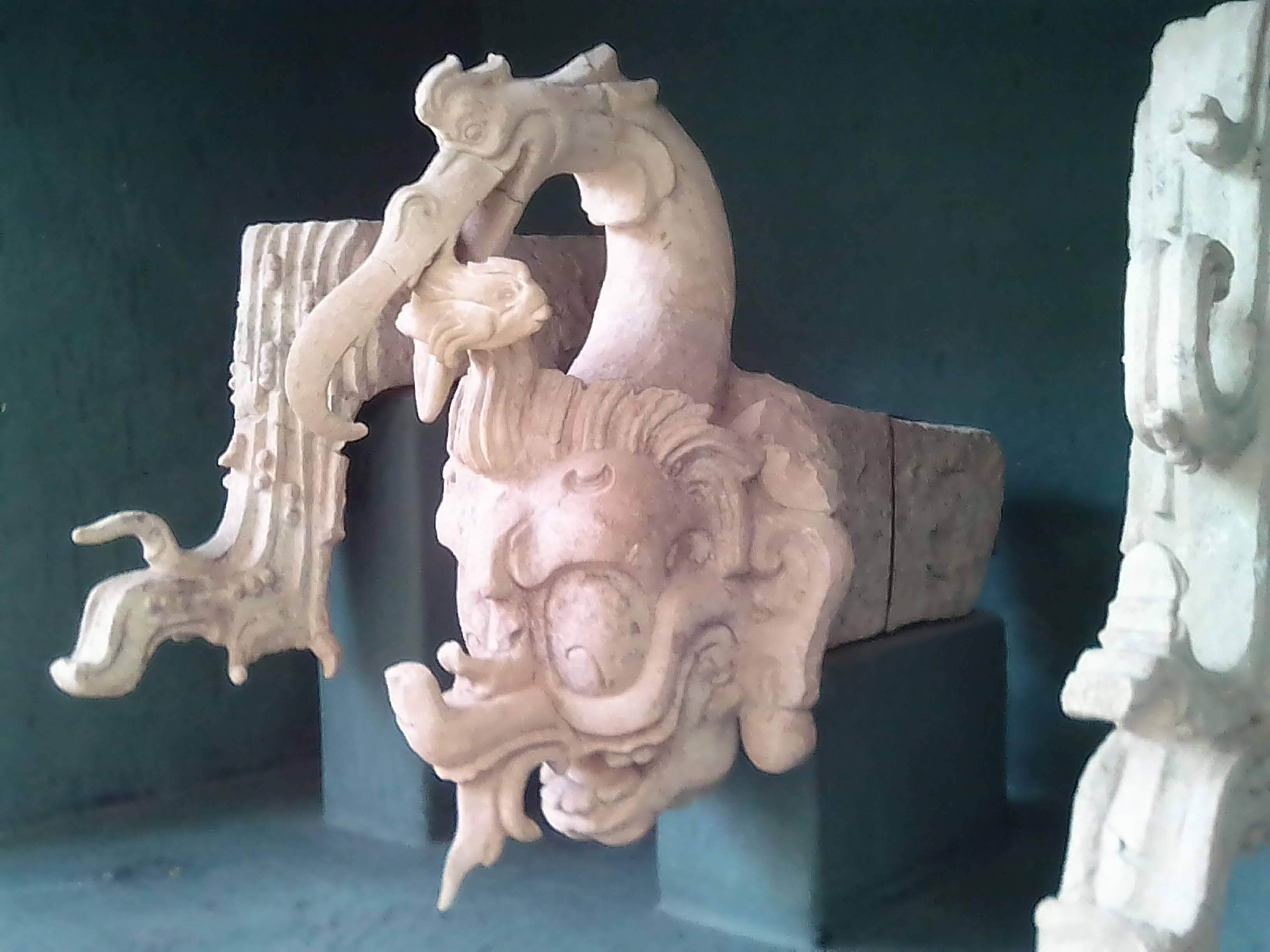
Deidad maya Chaac en el museo de la escultura de Copán.

Hoy en día casi no existen Hondureños que practiquen las religiones politeístas autóctonas derivadas del nahualismo, las cuales veneraban a diferentes deidades, no obstante muchas de las costumbres religiosas Mayas, Lencas, y de otros grupos nativos se mezclaron con la tradición católica, creando así un sincretismo. Los vestigios de estas antiguas religiones pueden observarse en varios yacimientos arqueológicos del país.

### Religión garífuna
La religión garífuna es el Dugú, es una mezcla de creencias africanas, católicas, e indígenas.

### Otras religiones
Existen grupos de menor escala en Honduras que profesan otras religiones, tales como: Fe Bahai, islam, judaísmo, budismo, hinduismo, wicca, entre otros.

## Genética
Honduras es uno de los países con mayor nivel de mestizos en Centroamérica, diferentes estudios sobre la ascendencia de los centroamericanos han sido llevados a cabo, no obstante uno en específico ha sido el estudio Admixture and genetic relationships of Mexican Mestizos regarding Latin American and Caribbean populations based on 13 CODIS-STRs encontró que la mezcla genética de algunos países centroamericanos era la siguiente:
| País        | Aporte europeo | Aporte africano | Aporte amerindio |
| ----------- | -------------- | --------------- | ---------------- |
| Costa Rica  | 63,8 %         | 6,2 %           | 29,9 %           |
| El Salvador | 51,7 %         | 6,3 %           | 42 %             |
| Guatemala   | 40,9 %         | 2,6 %           | 56,4 %           |
| Honduras    | 58,4 %         | 5,4 %           | 36,2 %           |
| Nicaragua   | 52,1 %         | 13,6 %          | 34,3 %           |

Esto daría a entender que los hondureños son uno de los grupos de América Central con mayor aporte genético europeo principalmente ibérico.

## Cultura
Honduras es un país multiétnico y multicultural con una herencia de más de 12 mil años de historia. El 7 % de la población hondureña es indígena de diferentes grupos o etnias que han dejado huella tanto en la cultura como en la gastronomía del país. Otro elemento es el español, el cual dejó una profunda huella en la cultura del país. La cultura popular del pueblo hondureño como en la mayoría de los países, consiste en creaciones artísticas donde concurren grandes audiencias o espectáculos. Tales exposiciones artístico-culturales se llevan a cabo durante determinados días del año a través de celebraciones muy creativas.

### Días festivos

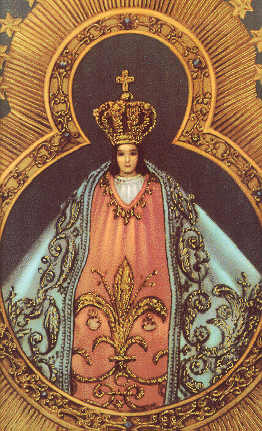
Virgen de Suyapa, patrona de Honduras.

Entre los días de asueto más populares se encuentran; el 15 de septiembre día de la independencia de Honduras. Esta conmemoración, se lleva a cabo con desfiles de las escuelas y colegios de todo el país. También participan, algunas compañías quienes adornan el desfile con carrozas de cualquier tipo. A partir de la conquista de Honduras la religión predominante en el país es la católica, debido a ello se le da especial interés a las celebraciones de Semana Santa.
El día de la virgen de Suyapa se celebra el 3 de febrero de cada año con una gran peregrinación hacia Tegucigalpa para darle veneración. Durante las vacaciones de Semana Santa la mayor parte de la población aprovecha esta semana de feriado que comienza el miércoles y termina el domingo para pasear en las playas y balnearios del país, y disfrutar del verano tropical que solamente se disfruta en esta época del año principalmente en la Costa Norte y Sur de Honduras.

### Literatura
La literatura en Honduras se remonta desde los códices Mayas, aunque tras la conquista se introducen nuevos géneros literarios. Entre los escritores más notables de Honduras están David Fortín, Froylán Turcios, Juan Ramón Molina, Rafael Heliodoro Valle, Antonio José Rivas, Clementina Suárez, Ramón Amaya Amador, Marco Antonio Rosa, Roberto Sosa, Lucila Gamero de Medina, Roberto Quezada, Armando García, Helen Umaña, Alberto Destephen, Argentina Díaz Lozano, Rony Bonilla y Julio Escoto.

### Cine
El cine en el país tiene su verdadero inicio en 1962, el primer cineasta hondureño oficial fue Sami Kafati, estudió cinematografía en Roma en la década de los años 1960. Su primera obra cinematográfica fue el cortometraje experimental Mi amigo Ángel, producida en 1962, es la primera obra cinematográfica de ficción producida en Honduras, Este cortometraje es de una gran fuerza expresiva y de una gran sensibilidad social y artística. Los cineastas hondureños modernos más destacados son Hispano Duron, Rene Pauck, Fabiola Andrade y Juan Carlos Fanconi.